# Лиметта
Лиме́тта (лат. Citrus limetta) — это разновидность цитрусовых, широко известная как мусами, сладкий лайм, сладкий лимон. Является гибридом цитрона (Citrus medica) и бигарадии (Citrus × aurantium).
Считается сортом Лимона (лат. Citrus limon).

## Распространение и среда обитания
Произрастает в Иране и Средиземноморье в условиях тропического и субтропического климата.

## Названия
- В Иране растение известно как лиму ширин (перс. لیمو شیرین‎), что в переводе с персидского означает «сладкий лимон». Его сок широко используется по всему Ирану осенью и зимой как средство от простуды и гриппа.
- В Индии на хинди его обычно называют mosambi или musambi (хинди मुसंबी или хинди मौसंबी)[5]
- В Пакистане на урду — мусами (урду موسمى‎‎)
- По-бенгальски — мусуми или мушумби Лебу (бенг. মৌসুমী বা মুসুম্বি লেবু)
- По-тамильски — сатукуди или сатукоди (சாத்துக்குடி)
- На синдхи — мосами
- На панджаби — мусамми (в.-пандж. ਮੁਸੰਮੀ)
- На маратхи — мосамби (मोसंबी)
- На каннаде — мусаби (канн. ಮೂಸಂಬಿ)
- На телугу — баттайи (телугу బత్తాయి)
- На малаялам — чиникая (телугу చీనీకాయ) и musambi (малаял. മുസംബി)
- Среди иракских армян — нуми (арм. նումի)
- Во Франции его иногда ошибочно именуют бергамотом, вероятно, из-за схожести вида с настоящим бергамотом (лат. Citrus bergamia).
- В Доминиканской Республике — limón dulce, lima dulce, dulce limata или limettioides dulces из-за сладости этих двух цитрусовых[6].

Названия данного вида восходят к Мозамбику, из которого португальцами растение было завезено в Азию.

## Описание
Небольшое дерево или кустарник до 8 метров в высоту с неправильной ассиметричной кроной и ветвями. Кора гладкая, коричневато-серая. Листья небольшие, эллипсовидные, заострённые, глянцевые, тёмно-зелёного цвета. Цветки белые и ароматные. Плоды небольшие, шаровидные, незначительно сплюснутые у полюсов, зелёные, при созревании становятся жёлтыми, обладают зеленоватой мякотью. Сердцевина белая. Несмотря на своё альтернативное название, «сладкий лайм», по внешнему виду плод больше напоминает апельсин. Плодоношение начинается в возрасте 5—7 лет и достигает пика на 10—20 годах жизни растения. Размножается семенами.

## Значение
Сок, который делается из плодов лиметты, является самым распространённым цитрусовым соком на Индийском субконтиненте. Он обычно продаётся в ларьках.
Как и большинство цитрусовых, этот фрукт богат витамином C, имеющим антиоксиданты. В Иране он популярен как домашнее средство для лечения гриппа и простуды.
Дерево используется как в декоративных целях, так и на привой.
 

## Хранение
Сладкие лаймы хранятся свежими до двух недель при комнатной температуре и от четырех до восьми недель — в холодильнике. Замороженный сок хранится до шести месяцев. Также можно заморозить ломтики фруктов, однако в таком случае повышенное содержание лимонина может привести к тому, что мякоть со временем станет горькой на вкус. Этого можно избежать, погрузив ломтики в сладкий сироп в герметичной стеклянной банке. 